# 魂斗羅 Force
《魂斗羅 Force》是科樂美公司於1992年，只有在美國地區發售的任天堂娱乐系统遊戲。本非魂斗羅系列作品，原計劃在日本以（Arc Hound）為名發售。後來日版發售計劃被取消，便改名「Contra Force」在美發售。

## 遊戲特色
- 可以中途切換角色，四人擁有獨自的殘機數與目前武裝。
- 角色復活時的無敵時間無法切換畫面
- 可以呼叫CPU角色援護玩家約5秒的時間，援護方式可以選擇，使用次數無限，但援護後該角色的武裝會消失。
- 單人遊戲時只要一人的殘機數用完就直接遊戲結束；雙人遊戲時只要不是雙殺的情形下可繼續遊戲，但殘機數用完的角色會被判定「死亡」且無法再度使用或進行援護。
- 別於其他魂斗羅系列，本作武器採用類似宇宙巡航艦的能量表系統，能量表需依靠破壞關卡中擺設隨機出現的能量元件來增加，每吃到一個加一格，而玩家可能選擇是否要啟動該格的武器或是等待升到下一格更強的武器再啟動。

## 主角群與武器

### Burns布朗斯
藍天小組的領導人。擁有最高的跳躍能力
使用武器
- HG(Hand Grenades)：手榴彈。能量表第二格武裝，中射程拋物線。被大多數玩家視為最無用武器。
- MG(Machine Gun)：機關槍。能量表第三格武裝，可連射且射程長

### Iron艾隆
重型武器專家，火力最強的角色，但是移動速度慢且跳躍力不佳。
使用武器
- FT(Flame Thrower)：火焰放射器。能量表第二格武裝，中射程對牆具有貫穿性
- B(Bazooka)：火箭砲。能量表第三格武裝，威力高、射速快且射程長

### Smith史密斯
藍天小組的神槍手，武器射程長
使用武器
- R(Rifle)：步槍。能量表第二格武裝，射速快且射程長
- HM(Homing Missiles)：導向飛彈。能量表第三格武裝，速度慢，可自動瞄準敵人或可破壞物品。

### Beans班恩
藍天小組的爆裂物專家，他的炸彈可以摧毀了一大批在螢幕上的敵人，但缺乏準確性。
蹲下動作為兩種，裝備槍械時為匍匐式，裝備炸彈時與戰時相同但水平線較低
使用武器
- TB(Time Bomb)：計時炸彈。能量表第二格武裝
- TM(Time Mine)：定時爆雷。能量表第三格武裝，爆破範圍較大。

## 共有武器
- P(Pistol)：手槍。能量表第一格武裝，射速慢且射程短，各角色初始武器

## 武器升級
需留意以下兩個武裝在下一次更換前三種武裝時能力會消失
- TI(Turbo Power):能量表第四格武裝，增加角色射擊子彈數的上限至三。
- RA(Rolling Attack):能量表第五格武裝，跳躍時變成無敵判定。